# Španělský skauting
Španělský skauting je zastoupený asi 30 nezávislými organisacemi, většina z nich je aktivní na regionální úrovni. V důsledku regionalisace Španělska, jsou i větší celonárodní organisace rozděleny na regionální celky s vlastními symboly, kroji a programem.

## Organisace
Španělské skautské organisace lze rozdělit na tři skupiny:
- Členské organisace World Organization of the Scout Movement (WOSM)
- Členské organisace World Association of Girl Guides and Girl Scouts (WAGGGS)
- Nezávislé organisace, včetně množství organisací které jsou členy menších zastřešujících mezinárodních organisací.

### Organisace ve WOSM
Federación de Escultismo en España je národní skautská organizace ve WOSM. V roce 2004 bylo jejími členy 58 744 skautů. Sestává ze tří organisací:
- Federación de Scouts-Exploradores de España (člen, mezináboženská, ASDE), zastřešuje:
  - Scouts de Canarias
- Movimiento Scout Católico (člen, katolická, MSC)
- Federació Catalana d'Escoltisme i Guiatge (pozorovatel), jejími členy jsou
  - Acció Escolta de Catalunya (mezináboženská, také členem ASDE, člen jen WOSM)
  - Escoltes Catalans (sekulární)
  - Minyons Escoltes i Guies Sant Jordi de Catalunya (Katolická).

### Organisace ve WAGGGS
Španělské skautky jsou členkami WAGGGS skrze Comité de Enlace del Guidismo en España. Jako zastřešující federace v roce 2003 měla 7 154 členek. Comité má dvě členské organisace, obě jsou také zastřešujícími organisacemi:
- Federación Española de Guidismo
  - Asociación Guías de Aragón
  - Associació Guiatge Valenciá
  - Escoltes i Guies de Mallorca
  - Euskal Eskaut Gia Elkartea
- Federació Catalana d'Escoltisme i Guiatge
  - Escoltes Catalans
  - Minyons Escoltes i Guies de Catalunya

### Nezávislé organisace
Nezávislé (nebo nepřidružené) skautské organisace Španělska zahrnují:
- Asociación Española de Guías y Scouts de Europa (500 členů, katolická), členem Union Internationale des Guides et Scouts d'Europe
- WFIS en España, členem World Federation of Independent Scouts, se třemi regionálními členy:
  - Associació Catalana de Scouts
  - Asociación de Scouts Independientes de Madrid
  - Asociación Galega de Escultismo, Breogán Scouts
- Asociación de Guías y Scouts ASA - Andalucía
- Federación de Asociaciones Scouts Baden-Powell
- Asociación Juvenil De Escultismo Andaluz
- Centre Marista d'Escoltes
- Federación Scout Regional de Madrid

## Skautu podobné organisace
- Organización Juvenil Española

## Mezinárodní skautské jednotky ve Španělsku
- Boy Scouts of America, v rámci Transatlantic Council v Madridu a Rota[1]
- Girlguiding UK, v rámci Britské skautky v cizích zemích[2]
- Girl Scouts of the USA, řízena ředitelstvím USAGSO[3]
- The Scout Association v rámci British Groups Abroad, řídí jednotky ve Fuengirola, Murcia Sur a Madridu[4]
- Scouts et Guides de France řídí jednu jednotku v Barceloně[5]